# Риббл-Вэлли
Риббл-Вэлли (англ. Ribble Valley) — район (англ. non-metropolitan district) в церемониальном неметрополитенском графстве Ланкашир, административный центр — город Клитеро.
Район расположен в восточной части графства Ланкашир, на северо-востоке граничит с графством Норт-Йоркшир. Значительную часть территории района занимает ландшафтный парк Forest of Bowland, известный как «Английская Швейцария».

## Состав
В состав района входят 49 общин (англ. Parish):
| 1. Айтон 2. Болдерстон 3. Башолл-Ивс 4. Биллингтон-энд-Ланго 5. Болтон-бай-Боуленд 6. Боуленд-Форест-Хай 7. Боуленд-Форест-Лоу 8. Боуленд-уит-Лиграм 9. Чатберн 10. Чиппинг 11. Клейтон-ле-Дейл 12. Клитеро 13. Динкли 14. Даунем 15. Даттон 16. Эзингтон 17. Гисберн | 1. Гисберн-Форест 2. Грейт-Миттон 3. Гриндлтон 4. Хортон 5. Хотерсолл 6. Литтл-Миттон 7. Лонгридж 8. Мерли 9. Меллор 10. Миддоп 11. Ньюсхолм 12. Ньютон 13. Осбалдистон 14. Пейторн 15. Пендлтон 16. Рамсгрив | 1. Рид 2. Райбчестер 3. Римингтон 4. Сабден 5. Сейлсбери 6. Соли 7. Саймонстон 8. Слейдберн 9. Торнли-уит-Уитли 10. Твистон 11. Уоддингтон 12. Уэст-Брадфорд 13. Уолли 14. Уилпшир 15. Уисвелл 16. Уэрстон |